# IL Manglerud Star
IL Manglerud Star ist ein 1913 gegründeter norwegischer Sportverein aus dem Osloer Stadtviertel Manglerud.

## Geschichte
Der Sportverein wurde 1913 als SK Star gegründet. Im Jahr 1964 erfolgte die Fusion mit dem Manglerud IL, wobei der Verein die Tradition des SK Star fortführte. Die beiden bekanntesten Abteilungen des Vereins sind die Eishockeyabteilung Manglerud Star Ishockey, die in der höchsten norwegischen Spielklasse, der GET-ligaen, spielt, sowie die Fußballabteilung Manglerud Star Toppfotball, die in der zweitklassigen Fair Play ligaen antritt.

## Bekannte Fußballer
- Lutz Pfannenstiel (2009)

## Sportabteilungen
- Für die Eishockeyabteilungen, siehe Artikel Manglerud Star Ishockey
- Für die Fußballabteilungen, siehe Artikel Manglerud Star Toppfotball

## Weblink
- Offizielle Website (norwegisch)